# Rodolfo Morgari
Pour les articles homonymes, voir Morgari.

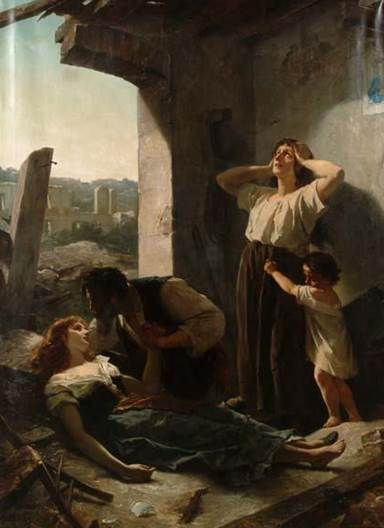
Épisode après le séisme de 1883 à Casamicciola (1884).

Rodolfo Morgari, né en 1827 à Turin, et mort en 1909 dans la même ville, est un peintre italien, principalement de genre et de scènes historiques.

## Biographie
Rodolfo Morgari, né dans une famille de peintres, est le fils de Giuseppe Morgari (1788-1847). Le fils de Rodolfo est Pietro Morgari (1852-1885) et son frère est Paolo Emilio Morgari (1815-1882). Paolo Emilio a trois enfants: Luigi (1857-1935) et Béatrice (1858-1936), tous deux peintres, et Oddino (1865-1944), journaliste et homme politique.
Rodolfo Morgari étudie à l'Accademia Albertina de Turin, et est associé à l'institution la majeure partie de sa vie. Il combat lors de la première guerre d'indépendance italienne en 1848. Il est professeur d'ornementation à l'Académie et fait partie du Turin Circolo degli Artisti.
Parmi ses œuvres figurent : Consolatrix afflictorum ; L'Ange Gardien et la Mort de Raphaël. En 1884, à Turin, il expose Épisode après le séisme de 1883 à Casamicciola et L'Aurore du 29 juillet 1883. En 1887, à Venise, il expose : Tre sorelle. Il réalise également de nombreux portraits. Il est fait chevalier de l'Ordre de la Couronne d'Italie.
Il est chargé de faire la restauration en 1869 de l'église de la Visitation à Turin. Avec son fils Pietro et Tommaso Juglaris, il travaille à la décoration des fresques de l'église paroissiale de Castelnuovo d'Asti (Castelnuovo Don Bosco). Rodolfo peint également de nombreux retables conventionnels pour les églises du Piémont, par exemple : un Jesus at Gesthemane and Resurrection (1906) pour l'église paroissiale de Moretta; les plafonds de San Carlo à Turin; et aussi un retable pour l'église dans Vigone.